# Ceratitis pedestris
Ceratitis pedestris är en tvåvingeart som först beskrevs av Mario Bezzi 1924.  Ceratitis pedestris ingår i släktet Ceratitis och familjen borrflugor. Inga underarter finns listade i Catalogue of Life.